# Remo Stenico
Remo Stenico é um bibliotecário, paleógrafo, arquivista, historiador e frade franciscano italiano.
Por muitos anos foi diretor da Biblioteca San Bernardino do mosteiro franciscano de Trento e atua intensamente em prol da difusão da cultura e da história regional. Tem vasta bibliografia publicada no campo da pesquisa histórica, uma fonte preciosa para o conhecimento da sociedade do antigo Principado de Trento, com uma ênfase na história dos franciscanos trentinos. Dedicou boa parte de seus esforços para a transcrição, edição e publicação de manuscritos inéditos, incluindo grande parte do legado do importante historiador Giangrisostomo Tovazzi, de quem foi também biógrafo.
Em 2005, quando a municipalidade de Trento e a Associação dos Amigos da Biblioteca San Bernardino comemoraram publicamente seus oitenta anos de vida, recebeu homenagem de Livio Cristofolini, superintendente provincial dos bens bibliotecários, que salientou as décadas de trabalho de Stenico disponibilizando acervos e apoiando as instituições locais, "décadas em que a colaboração e a abertura da biblioteca ao público deram grandes resultados". A assessora municipal Micaela Bertoldi também se manifestou, declarando que "devemos reconhecer quanto devemos ao padre Remo, e a todos que como ele se empenharam para promover o saber. As obras do padre Remo são preciosíssimas para os pesquisadores e os estudantes, mas também para todos, para toda a comunidade". Seu trabalho foi festejado novamente em 2006, quando em evento promovido pela UNESCO na Fondazione Cassa di Risparmio di Trento e Rovereto, e com apoio da Associação dos Amigos da Biblioteca de Rovereto, recebeu um Diploma de Benemerência "para reconhecer publicamente a sua silenciosa e constante atividade de defesa e valorização do patrimônio bibliográfico e arquivístico conservado na Província de Trento".
Obras principais (excluindo artigos em revistas especializadas):
Como autor
- La chiesetta di Lamar di Gardolo. San Bernardino, 2010
- I Frati Minori a Gabbiolo-Villazzano. Collegio e Convento. San Bernardino, 2009
- Il cognome Stenico nasce a Santo Stefano di Fornace. San Bernardino, 2008
- Il Terz’Ordine Francescano assistito dai Frati Minori trentini. San Bernardino, 2008
- Monasteri, conventi, case religiose e confraternite a Trento (1146-2007): brevi notizie con bibliografia. San Bernardino, 2008
- I Frati Minori a Campo Lomaso. San Bernardino, 2005
- I Frati Minori a Sant’Antonio di Cles. San Bernardino, 2004
- I Frati Minori a Santa Maria delle Grazie presso Arco. San Bernardino, 2004
- I Frati Minori a San Rocco di Rovereto. San Bernardino, 2004
- I Frati Minori a Mezzolombardo. Convento dell'Immacolata 1661-2000. San Bernardino, 2001
- I Frati Minori a Borgo Valsugana: Convento di S. Francesco e Monastero Clarisse San Domenico. Borgo Valsugana, 2001
- Sacerdoti della diocesi di Trento dalla sua esistenza fino all'anno 2000: indice onomastico. Provincia autonoma di Trento, 2000
- Monasteri, conventi e case religiose nella città di Trento (1146-1995). Brevi notizie con bibliografia e indice analitico. San Bernardino, 2000
- I Frati Minori a Trento: 1221 e la storia del convento di S. Bernardino, 1452-1999. San Bernardino, 1999
- La Biblioteca San Bernardino dei Francescani in Trento. San Bernardino, 1996
- Giangrisostomo Tovazzi da Volano: profilo biografico (1731-1806). San Bernardino, 1993
- La chiesa di s. Pietro in Cembra. San Bernardino, 1993
- S. Giorgio di Serso — Conti Chiesa 1520-1789. San Bernardino, 1993
- Lisignago nella Storia. San Bernardino, 1991
- Momenti di vita: Palù, Ville, Valternigo, Ceola, frazioni di Giovo. San Bernardino, 1989
- Il Castello della Rosa o di Giovo. Ville di Giovo, 1987
- La scuola di base secondo il regolamento teresiano, 1774. Gruppo culturale Civis / Biblioteca Cappuccini, 1985 (em parceria com Francesco De Vivo)
- La chiesa della Madonna dell'Aiuto in Verla, detta di S. Antonio. Artigianelli, 1985
- Giovo Comune e Pieve Verla Capoluogo. San Bernardino, 1985
- Statuti del Monte di pietà di Trento: 1523-1805-1832. San Bernardino, 1982
- Mosana di Giovo: Storia, Ambiente, Cultura. San Bernardino, 1981
- Nave S. Rocco: dalla palude al frutteto.  San Bernardino, 1979

Transcrição e edição de manuscritos
- Libro degli annali del monastero della SS. Trinità in Trento 1519-1783. San Bernardino, 2012 (em parceria com Giuliana Polli)
- Brevi biografie dei Frati francescani defunti appartenenti alla Provincia Tridentina di s. Vigilio 1643-2010. San Bernardino, 2010
- Giangrisostomo Tovazzi. Inventariium Archivi Cazuffiani.  San Bernardino, 2007
- Giangrisostomo Tovazzi. Topograhia Lagarina seu brevis notitia oppidorum, terrarum, pagorum, vicorum, montium, silvarum, fluviorum, rivorum, lacuum, locorumque omnium totius Vallis Lagarinae historico-diplomatico-literario-sacro-profanis monumentis instructa et illustrata. San Bernardino, 2006
- Giangrisostomo Tovazzi. Diario secolaresco e monastico (5 volumes). San Bernardino, 2006
- Giangrisostomo Tovazzi. Biblioteca Tirolese o sia Memorie istoriche degli scrittori della contea del Tirolo. San Bernardino, 2006 (em parceria com I. Franceschini)
- Giangrisostomo Tovazzi. L'archivista lomasino: documenti giudicariesi cioè risguardanti le Sette pievi d'ambedue le Giudicarie compendiati letteralmente ad instanza de' magnifici rappresentanti della comunità di Lomaso da un religioso francescano riformato.  Centro Studi Judicaria, 2004 (em parceria com Ennio Lappi)
- Giangrisostomo Tovazzi. Epistolario. (7 volumes) San Bernardino, 2004
- G. Ippoliti & A.M. Zatelli. Archivi Principatus Tridentini Regesta. San Bernardino, 2001 (em parceria com Frumenzio Ghetta)
- Giangrisostomo Tovazzi. Notai che operarono nel Trentino dall'anno 845 ricavati soprattutto dal Notariale tridentinum: MS 48 della Fondazione Biblioteca San Bernardino di Trento. Provincia autonoma di Trento, 2000
- Monastero di S. Lorenzo nella città di Trento. Documenti in parte trascritti. San Bernardino, 1995
- Giangrisostomo Tovazzi. Variae inscriptiones tridentinae. San Bernardino, 1994
- Orbario degli legatti e capitoli della magnifica communità di Dro e Ceniga l'anno 1632. San Bernardino, 1993
- Giangrisostomo Tovazzi. Parochiale Tridentinum. San Bernardino, 1970
- Giangrisostomo Tovazzi. De Praetoribus Tridentinis Collectanea. San Bernardino, s/d
- Pergamene della chiesa di S. Cristoforo di Pergine. San Bernardino, s/d
- Pergamene della parrocchia di Lisignago. San Bernardino, s/d